# 250 (număr)
250 (două sute cincizeci) este numărul natural care urmează după 249 și precede pe 251 într-un șir crescător de numere naturale.

## În matematică
250:
- Este un număr par.
- Este un număr compus.[1]
- Este un număr deficient.[2][3]
- Este un număr Erdős-Woods[4][5]
- Este un număr palindromic[6] și repdigit[7] în bazele 24 (AA24) și 249 (11249).
- Este un număr rotund.[8][9]
- Este concatenarea a doi dintre proprii săi divizori, 2 și 50.[10]
- Este cel mai mic număr cu mai multe cifre la care suma pătratelor factorilor săi primi este egală cu suma pătratelor cifrelor sale. ({\displaystyle 2^{2}+5^{2}=29=2^{2}+5^{2}+0^{2}\,})

## În știință

### În astronomie
- Obiectul NGC 250 din New General Catalogue este o galaxie lenticulară, posibil spirală cu o magnitudine 16,5553 în constelația Peștii.
- 250 Bettina este un asteroid din centura principală.
- 250P/Larson este o cometă periodică din sistemul nostru solar.

## În alte domenii
250 se poate referi la:
- „Idiot” în jargonul chinez.[11]